# Alfazuur

Structuurformule van het meest voorkomende alfazuur in hop, humulon.

Alfazuren (α-zuren) vormen een groep organische verbindingen die vooral in het brouwproces van bier een belangrijke rol spelen. De verbindingen komen voor in de harsklieren van de vrouwelijke hopbloemen en vormen de bron van de bittere smaak van bier. Alfazuren kunnen geïsomeriseerd worden, waarbij iso-alfazuren ontstaan. Iso-alfazuren (Engels: Iso Alpha Acids of IAA's) ontstaan in het brouwproces nadat hop is toegevoegd aan de kokende wort.  Het gehalte aan iso-alfazuren in bieren is sterk afhankelijk van de tijd van het kookproces: langer koken leidt tot een grotere omzetting van de aanwezige alfazuren in iso-alfazuren.
Veel voorkomende verbindingen in de groep alfazuren zijn: humulon, adhumulon, cohumulon, posthumulon en prehumulon.  De meest voorkomende iso-alfazuren zijn: cis- en trans-isohumulon.

## Bittere smaak
De alfazuurscore van hopvariëteiten vormt een indicatie voor het totale percentage alfazuur ten opzichte van het gewicht aan hop. Hoprassen met een hoger gehalte alfazuur zullen, bij een gelijk gewicht aan hop, een bitterder bier opleveren.
Het percentage alfazuur is afhankelijk van het gebruikte hopras, maar daarnaast onder andere ook van de groeicondities, de methode van drogen en de ouderdom van de gebruikte plant. In onderstaande lijst is het percentage alfazuur voor een aantal variëteiten vermeld (ten opzichte van het drooggewicht).
- Cascade: 4,5-9,7%
- Centennial: 9-11,5%
- Chinook: 12-14%
- East Kent Goldings: 4,5-7%
- Hallertau Hersbrucker: 2,5-5%
- Mount Hood: 3,5-8%
- Saaz: 2-5%
- Styrian Golding: 4,5-7%
- Willamette: 4-7%

## Anti-bacteriële werking
Iso-alfazuren hebben een bacteriostatisch effect op een groot aantal veelvoorkomende gram-positieve bacteriën in bier. De groei van de melkzuurbacterie en Pediococcus wordt bijvoorbeeld goed geblokkeerd. Helaas zijn er ook een aantal bacteriestammen die wel kunnen groeien in de aanwezigheid van iso-alfazuren.
Iso-alfazuren hebben geen effect op gram-negatieve bacteriën: de brouwer dient tijdens het brouwproces nog steeds zorg te dragen voor goede hygiënische en anaerobe omstandigheden. Gebeurt dit niet dan kan het bier niet voor langere tijd bewaard worden.